# じゃマール
『じゃマール』（じゃまーる）は、1995年11月から2000年6月までリクルートフロムエー（現・リクルートジョブズ）が日本で発行していた個人による告知を集めた月刊雑誌である。キャッチフレーズは「パーソナルアドマガジン」。

## 概要
リクルートの子会社（当時）である「リクルートフロムエー」が発行していた、個人間商取引情報と、不特定人物との出会い（友達、サークル仲間、交際相手など）情報で構成されていた情報誌であり、その他、特集記事（芸能人インタビューなど）も組まれていた。
既存・現在のリクルートの情報誌と同じく、雑誌収入と情報枠収入の二本柱で収益を上げるビジネスモデルだったが、基本スペースへの掲載は無料だった。一定以上の広いスペースへの掲載、写真の使用、企業の使用については有料だった。

### じゃマールの創刊とその背景
創刊当時の日本では「個人が情報交換の発信者になる」という概念は、後述するような萌芽は見られたものの、まだまだ希薄であったとされる。
当時、すでに先進的なメディアとしてNIFTY-ServeやPC-VANといったパソコン通信が全盛期であり、その方面では個人間の情報交換という概念は存在していたが、これを利用するためには、MS-DOS・通信プロトコル・モデム操作など、コンピュータに関するある程度の知識が必要であり、日本全体から見ればほんの一握りの先進的ユーザがコンピュータを利用しているにすぎない状況であった。ましてインターネットは未だ黎明期であり、「普及」とは程遠い状況であった。なお創刊号が刊行された1995年11月は、日本でMicrosoft Windows 95の販売が開始された月でもある。
当時、同社が発行するアルバイト情報誌「フロムエー」には、読者伝言板として読者からの情報交換投稿のページが巻末に2ページ設けられていた。だがこのページは人気があり、掲載されるのに数か月待ちとなり、増ページを行って要望に応えたこともあった。この状況に手応えを感じた、当時のフロムエー編集長であった道下勝男が、このコーナーを独立雑誌として提案し、リクルート社は新事業とするべく、リクルートフロムエーを通じてじゃマールを創刊した。立ち上げには藤原和博（後、東京都杉並区立和田中学校校長）が関与していた。
創刊に際しては、リクルートからマスメディアに「多様化する個人の情報ニーズにこたえていきたい」という声明が寄せられている。

### 全国展開と時代の潮流
当初は首都圏を中心に刊行され、雑誌が売れた時代とは言え、たちまち異例の20万部を発行するに至った。1997年に「北海道版」「東海版」「関西版」「九州版」が創刊された。
この頃、たまごっちブームやフリーマーケットブームなどの影響で「個人間売買」という概念が日本国内でかなり定着しており、先述したパソコン通信のようなオンラインのものから、「売ります・買います」掲示板のようなオフラインのものまでよく見られるようになった。じゃマールもこの時流に乗ることができたためか、刊行部数も隆盛を極めた。
個人間売買が活発化していく傾向については、刊行元であるリクルートフロムエーが1998年7月から8月に行った調査に現れている。じゃマールの刊行地域内に在住する高校生以上39歳以下を対象に行った調査によれば、過去一年間に個人売買をした人は首都圏で41.2%、関西圏の42.7%であったという。
当該調査では「個人間売買で買ってもよい」と読者が考えている物の上位3件は「本・雑誌」「レコード・CD」「コミック」であり、紙面でも実際にそのようなものが上位を占めていた。不用品がリサイクルできるだけでなく、さらに現金化できることが主な需要であったと同社は分析している。ただし、「ゲームソフトの売買」はメーカーや業界団体が著作権法違反であると主張していることを理由に禁止されていた。
これとは別に、同誌において特徴的であり、非常に活発であったのが、友人や趣味などの同好の士、恋人を募る、いわゆる「出会い」を求める投稿であった。当然のように個人情報をある程度晒すことになり、また現実的では無いいわゆる「ウケ狙い」の投稿も存在したが、一方で実際に同誌投稿を通して共通の趣味で意気投合したり、交際相手を見つけるなど、新規に良い人間関係を得るケースもあったとされる。

### 競合メディアの台頭、諸問題の露出、そして休刊へ
しかし、1999年頃から競合するメディアとしてインターネットが台頭してきた。
1999年4月にはヤフージャパンがYahoo!オークションのサービスを開始し、個人間売買を行うインターネット利用者を徐々に取り込んでいった。ネットオークションは、掲載までに時間がかかる紙媒体とは異なり、最短2日間（当時）で取引が成立するなど有利な点が多く、じゃマールの読者は次第にネットオークションに移行していった。
また、日本国内の各プロバイダが、契約者に対してウェブサイトの作成空間を提供するサービスを開始し、個人でウェブサイトを作成し、紙媒体に頼らずとも情報発信ができるようになっていった。1999年当時は、まだ情報発信者側にHTMLやFTPに関するある程度の知識は必要であったが、CGIによる電子掲示板サービスがプロバイダ側から提供されるなど、個人からの情報発信について垣根が低くなった時期であった。この結果、サークル活動など趣味性が強い案件を中心にインターネットへの移行が進んだ。
さらに、じゃマールをはじめとした個人間情報交換誌を利用した犯罪行為が社会問題になっていった。個人間売買では、じゃマールを通じて偽ブランド品を販売した容疑で情報投稿者が逮捕された事例が発生したり、じゃマールを通じて友人を募集した少女が暴力団組員に脅迫された上に拉致され、風俗店で働かされて給料のほとんどを詐取されていた事例が発生するなど、さまざまな問題が起きていた。これらの問題は紙媒体であるじゃマールに限ったものではなく、インターネット上でも同様の問題を抱えているものであるが、紙媒体の場合は、責任問題その他の法的な問題や、警察捜査の受け入れその他の事務的負担が、すべて出版元であるリクルートフロムエーに降りかかってくる点がインターネット媒体と異なっており、同社も専用相談電話を開設するなどの対応を行ったが、その対応には一定の限界があった。
そのような状況の中、じゃマールは新事業を開拓するという一定の役割を終えたと判断され、2000年3月をもって5地区すべてで休刊することとなった。

### ISIZEじゃマール
紙媒体のじゃマールに代わるメディアとして、リクルートが提供する総合インターネットサービス「ISIZE」の一部門として「ISIZEじゃマール」の提供が始まった。それ以前から、紙媒体のじゃマールも専用のウェブサイトが設けられ、誌面の内容を閲覧することができたが、こちらは投稿から連絡まで完全にインターネット上で行うものであった。
しかし、じゃマール最盛期の利用者を獲得するには至らず、紙媒体休刊の1年半後、2001年12月にサービス提供を終了している。

## 関連書籍
- 『じゃマール「その後」大追跡!―気になる個人広告の結果に学ぶ人生成功術』じゃマール追跡グループ （ワニブックス）ISBN 4847012879　ISBN 978-4847012877
- 『ペーパーアイドル―個人情報誌に「出会い」を求めた女たち』野浪まこと（ザ・マサダ）ISBN 491597765X　ISBN 978-4915977657

## 同業他誌
- わぁでぃ:『ワァディコミュニケーションズ』が発行していた、関西地区発祥の個人間情報交換誌。じゃマール休刊に合わせるかのように全国版に拡大され、じゃマール休刊後に同誌へのニーズを一手に引き受けた側面があったが、じゃマール同様の問題などから、こちらも数年後に休刊している。
- QUANTO：ネコ・パブリッシング発行。個人間売買情報誌として創刊、ネットオークション普及後は青年向けキャラクター玩具情報誌に方針転換している。
- くる! メール:福岡県久留米市に本拠を置く「くる! メール社」が発行していた、主に中国・九州地方をエリアとした個人間情報交換誌。2007年に休刊後は、会員制コミュニケーションサイトに移行している。